# Druja (stacja kolejowa)
Druja (biał. Друя, ros. Друя) – stacja kolejowa w miejscowości Druja, w rejonie brasławskim, w obwodzie witebskim, na Białorusi. Stacja końcowa linii Woropajewo – Druja.
Stację wraz z linią otwarto w kwietniu 1932 roku. Docelowo linia miała prowadzić do nigdy niezrealizowanego portu nad Dźwiną, mającego być oknem na świat dla Wileńszczyzny oraz drugą Gdynią. Służyć miał m.in. eksportowi drewna. W 1936 roku sprawę budowy portu dyskutowano w sejmie, ale plan nie znalazł poparcia, m.in. z powodu skupienia się na Centralnym Okręgu Przemysłowym.